# Aulë
Aulë es un personaje ficticio que pertenece al legendarium creado por el escritor británico J. R. R. Tolkien y que aparece en su obra póstuma El Silmarillion y en La historia de la Tierra Media. Es un ainu y más concretamente uno de los Valar, esposo de la valië Yavanna, con quien comparte el elemento de la tierra, pero de manera más profunda: mientras que su compañera se encarga de la parte viva, de lo que se sustenta de la tierra, para Aulë están reservados los minerales, los metales y las gemas y la infértil piedra, lo que le otorga la apariencia del artesano. Es uno de los Aratar, el tercero en poder, por detrás de Manwë y Ulmo.
Es el hacedor de las montañas, señor de todas las artesanías, creador de metales y piedras preciosas. También forjó las Lámparas de los Valar y los recipientes que contenían la luz de Anar (el Sol) y de Ithil (la Luna). La cadena irrompible que en dos ocasiones sirvió para atrapar a Morgoth y anular sus oscuros poderes, Angainor, es también obra suya.
Sin embargo, su mayor logro y orgullo es la raza que creó, los Enanos, que lo llaman Mahal (‘el Hacedor’), por ser él quien les dio forma a partir de la tierra y de la piedra, inventó y les enseñó su idioma, el khuzdul, y convenció a Eru de que dejarlos vivir, pues había cometido un crimen al crear una nueva raza, que tan solo se movía cuando él pensaba en ellos. Al final acabarían en las tierras de los mortales tras el despertar de los elfos.
En un principio, a Aulë le servían los maiar Sauron y Curumo (Saruman) que después se perdieron, uno se alió directamente con Melkor y el otro se dejó llevar por su ambición por los Anillos de Poder. También enseñó los secretos de la artesanía a los Noldor y gracias a ello, Fëanor fabricó los Silmarilli y los Palantiri.
- Datos: Q48477
- Multimedia: Ainur / Q48477